# Colibrí amazília de Yucatán
El colibrí amazília de Yucatán (Amazilia yucatanensis) és una espècie d'ocell de la família dels troquílids (Trochilidae) que habita boscos, matolls i ciutats des del Coahuila, Nuevo León i el sud de Texas, cap al sud, a través de l'est de Mèxic fins a la Península del Yucatán, nord de Guatemala, i nord d'Hondures.